# برج ایش‌بانک ۱
برج ایش‌بانک ۱ (انگلیسی: Isbank Tower 1) ساختمان اداری ۵۲ طبقه متعلق به ایش بانک ترکیه و مستقر در شهر استانبول، ترکیه است، که پروژه ساخت آن در سال ۱۹۹۶ آغاز شد و در سال ۲۰۰۰ به بهره‌برداری رسید.